# Массов, Людвиг фон
Людвиг фон Ма́ссов (нем. Ludwig von Massow; 11 июня 1794, Берлин — 2 сентября 1859, Потсдам) — немецкий помещик, прусский чиновник, министр королевского дома Пруссии.

## Биография
Людвиг фон Массов происходил из дворянского рода Массовов и родился в семье Валентина фон Массова (1752—1817), обер-гофмаршала королевства Пруссии, и Шарлотты Августы Иоганны Луизы (1766—1835), дочери прусского статс-министра графа Иоахима Кристиана фон Блументаля.
В 1809 году Массов поступил на службу в 1-й гвардейский пехотный полк в Потсдаме и в 1811 году был повышен в офицеры. Солдатом Массов принимал участие в Освободительных войнах. В 1818 году получил звание капитана ландвера. В 1820 году Массов был назначен камергером при прусском дворе. В 1834 году стал ландратом. Спустя год получил назначение гофмаршалом кронпринца и будущего короля Фридриха Вильгельма IV С 1837 года Массов служил интендантом королевских садов, с 1840 года временно занимался надзором королевской казны. С 1843 года Массов входил в Государственный совет Пруссии. Во время Революции 1848—1849 годов Массов занимал важную роль в придворной консервативной партии, пытавшейся настроить короля на контрреволюционный лад.
В 1850 году Массов стал сотрудником министра королевского двора Вильгельма Сайн-Витгенштейн-Гогенштейна. После его отставки в 1851 году был назначен временным министром королевского двора, а после отставки графа Антона Штольберг-Вернигеродского исполнял с 1854 года обязанности министра и в конце концов в 1856—1858 годах официально занимал эту должность. В этот период Массов также входил в состав прусского государственного министерства. В 1847 году Массов был избран депутатом объединённого ландтага.

## Семья
Людвиг фон Массов в 1823 году женился на Гермине (1796—1846), дочери графа Александра фон дер Шуленбург-Эмдена и Каролины Альвенслебенской. В семье родилось восемь детей:
- Валентин Фридрих (1825—1868)
- Антон Вильгельм Валентин (1831—1921), прусский генерал инфантерии
- Конрад (1840—1910), юрист и политик
- Вильгельм Людвиг Эдуард Валентин (1834—1874), умер от боевого ранения.

После смерти первой супруги Массов в 1848 году женился на Августе (1822—1904), дочери барона Карла фон Каница. В этом браке родились две дочери.